# Талліннський ботанічний сад
Ботанічний сад (ест. Botaanikaaed) — один з символів міста Таллінна. Розташований поряд із Талліннською телевежею, у східній частині міста, за 10 км від центра й за 3 км від Пірітаського вітрильного центру й зони літнього відпочинку. Район, де розташовані телевежа й сад, має назву Клоостріметса. Назва походить від пірітаського монастиря Святої Бригітти (ест. Pirita klooster). Неподалік від саду протікає річка Піріта.

## Історія
Ботанічний сад було засновано 1 грудня 1961 року як інститут Академії наук Естонської РСР. 1995 його було оголошено власністю міста.
1992 року ботанічний сад увійшов до складу Асоціації ботанічних садів балтійських країн (ABBG), а 1994 — до Міжнародної ради ботанічних садів (BGCI).

## Керівники
- Арнольд Пукк (1961–1978)
- Юрі Мартін (1978—1988)
- Андрес Таранд (1989–1990)
- Хейкі Тамм (1991–1997)
- Юрі Отт (1997—2001)
- Вейко Лихмус (2001—2005)
- Маргус Кінгісепп (2005—2009)
- Кармен Кяір (з 2009)

## Експозиції

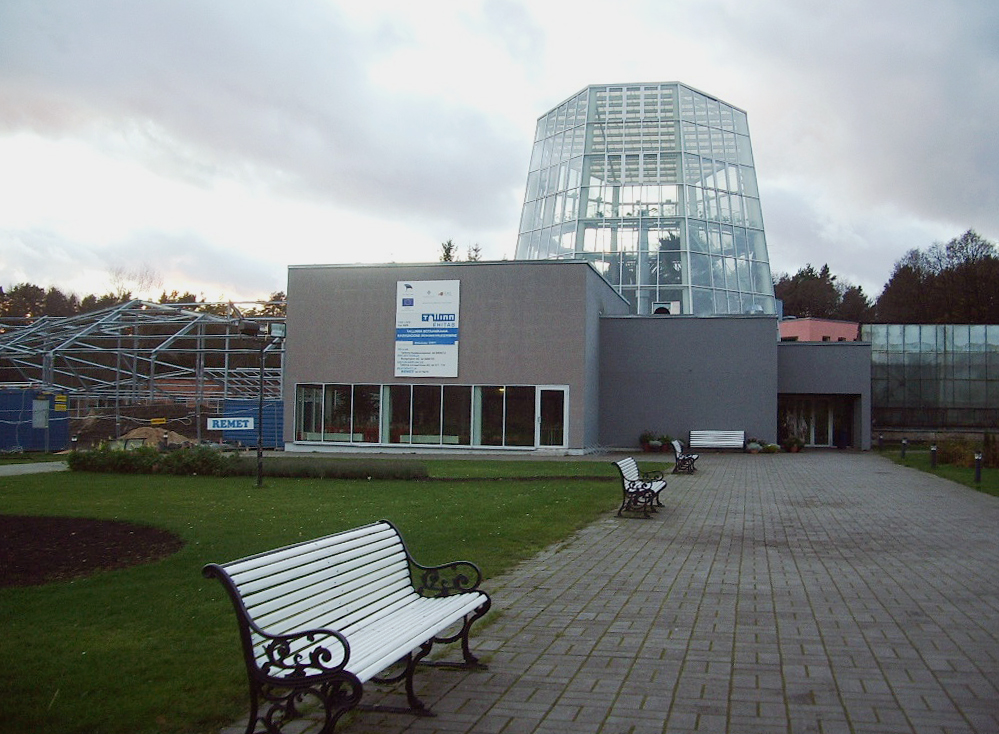
Вхід до ботанічного саду

- Тропічний дім

- Тропіки
- Субтропіки
- Пустеля

- Троянди
- Тюльпани
- Рододендрони
- Альпінарій
- Змішаний ліс
- Хвойний ліс

## Час роботи
- Колекції відкритого ґрунту: з 10 до 20 години.
- Пальмовий дім та оранжереї: з 11 до 18 години.